# Mechthild von Holte
Mechthild von Holte, auch Mettilde, Methildis oder Mechthildis von Holte (* um 1225; † 1304), war eine Adelige des Zweigs Altena-Isenberg der ersten Grafen von Berg sowie durch Heirat mit Gerhard von Arberg Burggräfin von Köln. Durch ihre Enkelin Mechthild von Arberg ist sie Ahnherrin der Häuser Mark und Arenberg.

## Leben
Mechthild war die älteste von drei Töchtern des Grafen Adolf von Holte (* 1190; † 1266) und dessen Ehefrau Elisabeth von Arnsberg (* 1210; † nach 1260), einer Tochter von Heinrich II. von Arnsberg-Cuyk (* 1185; † 1250). Ihr Großvater väterlicherseits war Arnold von Altena, Begründer der Berg-Altenaer Linie Isenberg. Sie gehörte nach Ansicht des Historikers Heinrich Leo nicht dem westfälisch-niedersächsischen Adelsgeschlecht Holte an. Weil ihre Brüder vermutlich als Dominikaner geistliche Laufbahnen beschritten, wurde sie Erbin des väterlichen Besitzes. Sie heiratete Gerhard von Arberg, den Burggrafen von Köln. In einer Urkunde von 1255 wird sie als dessen Witwe erwähnt. Aus ihrer Ehe ging Johann von Arberg (1240–1282) hervor. Dieser war Herr von Ar(en)berg auf Burg Ar(em)berg und veräußerte 1279 die Burggrafschaft Köln an den Kölner Erzbischof Siegfried von Westerburg. Bis spätestens 1273 vermählte er sich mit Katharina von Jülich, einer Tochter des Grafen Wilhelm IV. von Jülich. Deren Tochter Mechthild (* um 1276; † 18. März 1328) heiratete vor dem 25. Januar 1298 den Grafen Engelbert II. von der Mark.
1255 stiftete Mechthild von Holte dem Kloster Sterkrade das  Patronatsrecht an der Sterkrader Kirche nebst Mühle und Fischteich und allen Einkünften aus den zugehörigen Ländereien. Dem Kloster veräußerte sie auch den Hof Laar. 1282 stiftete sie dem Kloster ihre Häuser in Biefang. 1281 schenkte sie dem Johanniterorden das Patronatsrecht über die Kirche zu Walsum. 1287 verkaufte sie ihre Güter zu Hovestadt. 1299 war sie an einem Kaufvertrag ihrer Enkelin sowie deren Gemahls Engelbert und dessen Vaters Eberhard I. von der Mark beteiligt, worin das Schloss Schönstein und weitere Güter dem Kölner Erzbischof Wigbold von Holte für 4000 Mark überlassen wurden.
Mechthild von Holte führte ein rundes Siegel mit einer sitzenden, rechtsgerichteten Maria sowie der Umschrift „† S. METHILDIS BVRGRAVIE COLON“, auf der Rückseite ein Wappen mit drei „Rosen“ bzw. den arenbergischen Mispelblüten.